# Trévillach
Trévillach (em catalão:  Trevillac; em occitano:  Trevilhac) é uma comuna francesa na região administrativa da Occitânia, no departamento dos Pirenéus Orientais. Estende-se por uma área de 17.24 km², e possui 159 habitantes, segundo o censo de 2018, com uma densidade de 9.2 hab/km².